# Oreško nabrežje
Oreško nabrežje (slowenisch für Augasse) ist der Name einer Straße direkt an der Drau im Stadtteil Melje (Bezirk Center) der Stadtgemeinde Maribor, Slowenien.

## Geschichte
Im Jahr 1876 erhielt die Straße von der Badstraße zur Meljska Loka den Namen Au Gasse (Loška-Straße). Im Jahr 1894 wurde der Teil der Straße im Vorort Melje in „Überfuhrstraße“ umbenannt. 1910 führte die Straße zu einem Anleger für eine Seilfähre, die Melje und Pobrežje verband und verlief dann weiter bis zur damaligen Radetzkystraße (heute Kraljeviča Marka ulica). 1919 wurde der Straßen in Ob brodu (An der Fähre) geändert. Im Jahr 1938 wurde die Straße in Oreško nabrežje umbenannt, 1941 wieder in Überfuhrstraße und im selben Jahr in „Kapschstraße“. Im Mai 1945 wurde ihr der Name Oreško nabrežje (deutsch: Nussdorfer Ufer) zurückgegeben.

## Lage
Die Straße beginnt am östlichen Ende der Ulica kneza Koclja (Einmündung der Mlinska ulica) und verläuft am linken Ufer der Drau durch die Unterführungen unter der Eisenbahnbrücke sowie der Brücke Meljski most nach Osten bis zu ihrem Übergang in die Kraljeviča Marka ulica.

## Abzweigende Straßen
Von West nach Ost: Plinarniška ulica, Industrijska ulica